# Grande Moucherolle
Grande Moucherolle – szczyt w Préalpes du Dauphiné, części Alp Zachodnich. Leży w południowo-wschodniej Francji w regionie Owernia-Rodan-Alpy. Jest to drugi co do wysokości szczyt masywu Vercors. Sąsiaduje z Petite Moucherolle (2156 m) na południu.